# Маевский, Сергей Иванович
Серге́й Ива́нович Мае́вский (1779—1848) — русский генерал-лейтенант, участник наполеоновских войн.

## Биография
Сергей Маевский родился в 1779 году. По происхождению поляк, воспитывался в иезуитском училище и в 1794 г. был определён на службу прапорщиком в полки Украинского корпуса, но по вступлении на престол императора Павла в числе других, произведённых в офицеры по повелению фельдмаршала Суворова, был переименован в юнкера.
В 1799 г. Маевский был назначен состоять аудитором при корпусе генерала Розенберга и в этой должности принял участие в войне 1805 г. и кампании 1806—1807 гг. с Наполеоном, в военных действиях 1808—1812 гг. в Турции и в Отечественной войне.
Во время Заграничных походов в 1813 г. Маевский был произведён в военные советники и стал лично известен князю П. М. Волконскому, дававшему ему под Лютценом и Бауценом в присутствии императора Александра I ординарческие поручения; своей храбростью и исполнительностью Маевский обратил на себя внимание императора Александра I и по его личной инициативе был переименован в полковники, заняв должность старшего адъютанта главного штаба Его Императорского Величества и управляя общей военно-походной канцелярией.
После отличия под Кульмом, где Маевский с казаками отбил несколько французских орудий, он был назначен шефом 13-го егерского полка, во главе которого и сделал кампанию 1814 г. За отличия в кампаниях 1813—1814 гг. Маевский получил ордена св. Георгия 4-й степени (за Кульмское сражение), св. Анны 2-й степени с алмазами, прусский «Pour le mérite» и шведские орден Меча и орден Маврикия. В 1819 г. Маевский был произведён в генерал-майоры и назначен командиром 3-й бригады 3-й гренадерской дивизии, а в 1824 г., по личному избранию императора Александра I — отрядным командиром поселенных батальонов 2 и 3-й гренадерской дивизий (старорусские военные поселения). При императоре Николае I Маевский был перемещён на должность командира 24 поселённых батальонов и 1 артиллерийской роты в Елисаветграде, оттуда переведён в Крым и затем назначен состоять при 2-й армии. В начале 1840-х гг. Маевский вышел в отставку и скончался в 1848 г.
Маевский оставил после себя интересные записки о своей службе и обо всём, им виденном, под заглавием «Мой век, или История генерала Маевского» (напечатаны в извлечении в VIII томе «Русской старины» в 1873 г.). Особенный интерес представляют воспоминания о военных поселениях и аракчеевщине. В редакционном предисловии было отмечено: «Что касается слога Маевского, то он, будучи высокопарным, с претензиями на особую изысканность выражений, напоминает язык манифестов и приказов по армии 1812—1814 гг.; во всяком случае язык довольно своеобразен… К своеобразности сочинения „Мой век“ принадлежит какая-то гасконская хвастливость, нередко весьма неумеренная там, где дело идёт о подвигах самого автора».
Перу Маевского принадлежит также обширное сочинение о русско-турецкой войне 1808—1812 гг., оставшееся ненапечатанным.